# علاقة كراميرس-كرونيج

مسار كراميرس

علاقة كراميرس-كرونيج في علم الرياضيات والفيزياء تصف العلاقة بين الجزء الحقيقي والتخيلي في تصنيف معين من الدوال التي لها قيم معقدة. ومتطلبات الدالة {\displaystyle f(\omega )} التي سوف يتم التطبيق عليها يمكن أن تفسر كما لو كانت نفس المعادلة تمثل تحول فورير للعمليات الفيزيائية الخطية والغير نظامية.

## الوصف الرياضي
فلو كتبنا:
{\displaystyle f(\omega )=f_{1}(\omega )+if_{2}(\omega )},
حيث {\displaystyle f_{1}}, و{\displaystyle f_{2}} هي قيم حقيقة دوال «لها تصرف جيد», وعندها تصبح العلاقة:
{\displaystyle f_{1}(\omega )={\frac {2}{\pi }}\int _{0}^{\infty }{\frac {\omega 'f_{2}(\omega ')d\omega '}{\omega ^{2}-\omega '^{2}}}}
{\displaystyle f_{2}(\omega )=-{\frac {2\omega }{\pi }}\int _{0}^{\infty }{\frac {f_{1}(\omega ')d\omega '}{\omega ^{2}-\omega '^{2}}}}.
وترتبط علاقة كراميرس-كرونيج بتحويل هيلبرت, وغالبا ما تطبق على سماحية({\displaystyle \epsilon (\omega } المواد. وعموما، يجب ملاحظة أنه في هذه الحالة يكون:
{\displaystyle f(\omega )=\chi (\omega )=\epsilon (\omega )/\epsilon _{0}-1},
حيث {\displaystyle \chi (\omega )} هي القابلية الكهربية للمادة. ويمكن تفسير هذه القابلية مثل تحويل فورير للاستقطاب المتعلق-بالزمن في المادة بعد حدوث ميل صغير للنبضات الكهربية، وبمعنى آخر استجابة الاستقطاب للدفعات.

## اقرأ أيضاً
- تحويل هيلبرت